# Líbano en los Juegos Olímpicos de París 2024
Líbano estuvo representado en los Juegos Olímpicos de París 2024 por diez deportistas, seis hombres y cuatro mujeres, que compitieron en ocho deportes.
Los portadores de la bandera en la ceremonia de apertura fueron el nadador Simon Doueihy y la practicante de taekwondo Laetitia Aoun. El equipo olímpico libanés no obtuvo ninguna medalla en estos Juegos.